# FM Logistic
FM Logistic (Эф-Эм Ложисти́к) — французская семейная группа компаний, которая оказывает услуги по складскому хранению, копакингу, транспортировке и управлению цепями поставок. Персонал компании насчитывает около 14 000 человек в 12 странах мира (Франция, Испания, Португалия, Италия, Польша, Румыния, Россия, Украина, Бразилия, Китай и другие).

## История
- 2010: FM Logistic и AEXXDIS объединяют свой практический опыт
- 2009: Новые складские комплексы в Польше, Румынии, России и Китае
- 2007: Развитие в Южной Европе
- 2006: Приобретение деятельности Carrefour в Авиньон и Этемпс
- 2005: Приобретение международных дочерних компаний Premium Logistics, развитие в Польше, новые площадки в Испании, Италии и Венгрии
- 2004: Запуск новой всемирной цепи поставок, первые площадки в Бельгии и Китае
- 2003: Открытие первой площадки в Румынии
- 1999: Открытие первой площадки в Словакии
- 1998: Faure & Machet переименовываются в FM Logistic
- 1997: Открытие первой площадки на Украине
- 1996: Открытие первой площадки в Чешской республике
- 1995: Открытие первой площадки в Польше
- 1994: Расширение в Европе: открытие первой площадки в России
- 1987: Начало деятельности по копакингу
- 1982: Создание первой платформы в Брюмат — начало деятельности по складскому хранению
- 1967: Создание Faure & Machet, начало транспортной деятельности

## Ключевые цифры группы в 2012 году
- 887 миллионов Евро (01/04/2012 — 31/10/2013)
- Более 2 500 000 м² складских площадей
- 200 упаковочных линий
- 900 миллионов упаковок в год
- 200 миллионов потребительских единиц производится в год
- 1 млн поставок в год

## Высшее руководство группы FM Logistic
- Клод Фор, Председатель холдинга FM Logistic
- Жаки Жервис, Со-президент
- Жан-Кристоф Маше, Со-президент
- Эрве Дюжарден, Коммерческий директор группы
- Жиль Фор, Генеральный Директор по Азии
- Мари-Лор Шрайбер, Директор по коммуникациям и корпоративной культуре
- Оливье Фор, Директор по техническим закупкам и информационным системам

## Компании группы
- AEXXDIS FM Health Supply Chain, предоставление логистических услуг в сфере здравоохранения.
- NG Concept, специализируется в проектировании зданий и строительстве.
- FM2i, специализируется в проектировании и внедрении информационных технологий для оптимизации работы управления цепями поставок.
- FM FRESH, специализируется в хранении и транспортировке скоропортящихся продуктов в условиях контролируемого температурного режима.